# Brachyteleutias bilineatus
Brachyteleutias bilineatus är en insektsart som först beskrevs av Rehn, J.A.G. 1913.  Brachyteleutias bilineatus ingår i släktet Brachyteleutias och familjen vårtbitare. Inga underarter finns listade i Catalogue of Life.